# Kartong
Kartong (Schreibvariante: Kartung) ist eine Ortschaft im westafrikanischen Staat Gambia.
Nach einer Berechnung für das Jahr 2013 leben dort etwa 5651 Einwohner, das Ergebnis der letzten veröffentlichten Volkszählung von 1993 betrug 2536.

## Geographie
Kartong, einer der ältesten Orte, ist der südlichste Ort Gambias und liegt in der West Coast Region, Distrikt Kombo South. Der Ort ist ungefähr 9,5 Kilometer südlich von Gunjur entfernt. Der Fluss Allahein, mit seinen Mangroven an seinem Ufer, ist rund vier Kilometer entfernt.

## Politik
Partnerstadt
- Schweden: Alingsås

## Kultur und Sehenswürdigkeiten
In Kartong ist ein heiliger (Krokodil-)Teich und alter Brunnen als Kultstätte unter dem Namen Folonko („Heiliges Krokodilbecken von Folonko“) bekannt. Es ist eins von dreien heiligen Krokodilbecken in Gambia, die Kultstätte in Kartong ist aber das abgelegenste und damit das von Touristen am wenigsten besuchte.